# Philephedra ephedrae
Philephedra ephedrae är en insektsart som först beskrevs av Cockerell 1898.  Philephedra ephedrae ingår i släktet Philephedra och familjen skålsköldlöss. Inga underarter finns listade i Catalogue of Life.